# مائع
المائع أي مادة قابلة للانسياب تحت تأثير إجهاد القص وتأخذ شكل الإناء الحاوي لها. الموائع اسم شامل للسوائل والغازات والهيولات وأحيانا الأصلاب اللدنة.
تصنف الموائع عادة إلى:
- موائع قابلة للانضغاط وهي الموائع التي تتغير كثافتها بتغير الضغط الواقع عليها مثل الغازات.
- موائع غير قابلة للانضغاط وهي الموائع التي لا تتغير كثافتها بتغير الوضع الواقع عليها مثل السوائل.
- موائع نيوتنية.
- موائع غير نيوتنية.